# جزيرة غودوس ليمبينغ
جزيرة غودوس ليمبينغ وهي جزيرة من جزر إندونيسيا، وتقع في إقليم جاكارتا، في بولاو سيريبو ضمن جنوب الجزر الألف.